# Schoolschrift

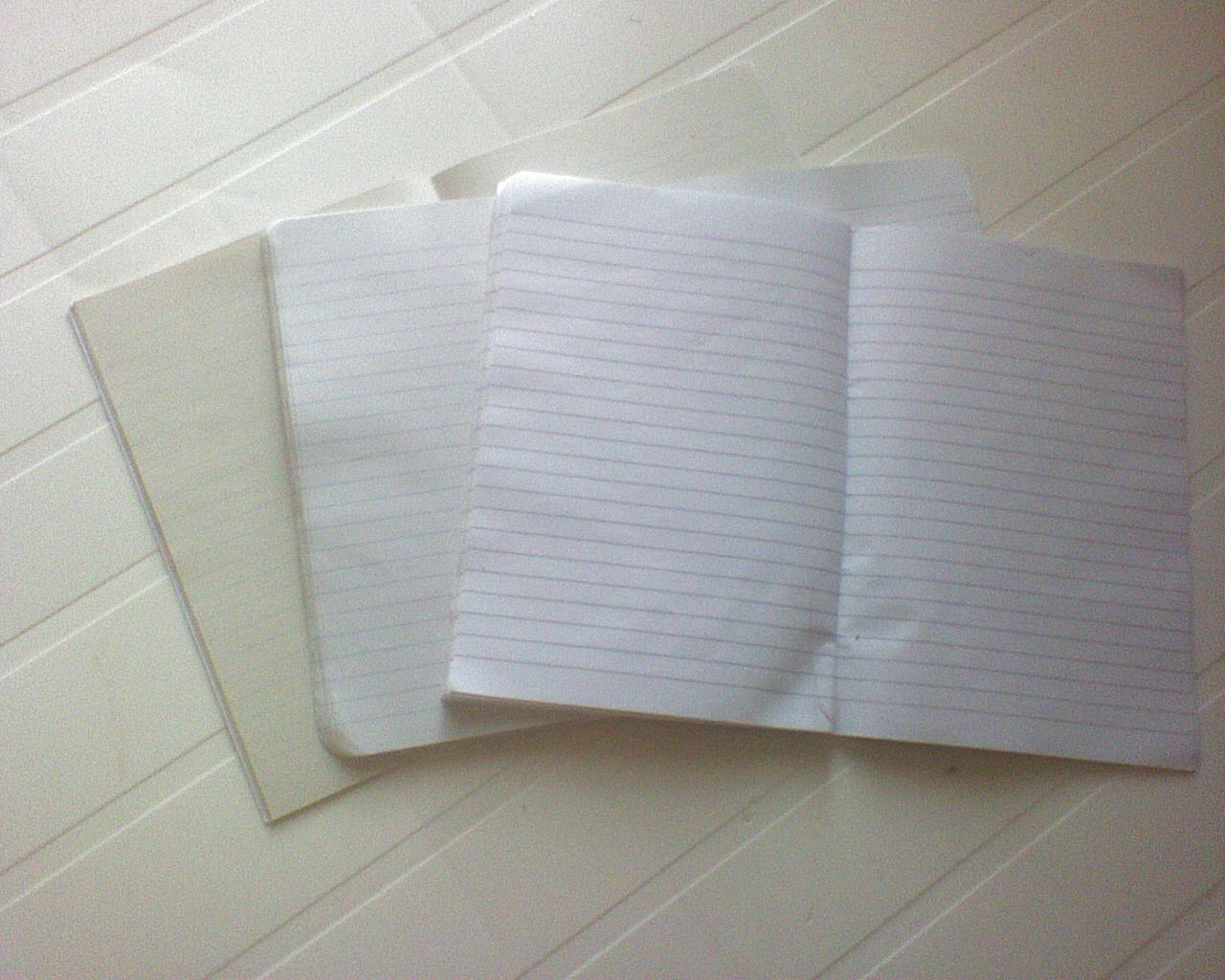
Schoolschriften met gelinieerd papier (lijntjesschrift)

Een schoolschrift is een boekje met lege gelinieerde of in ruiten ingedeelde bladzijden dat gebruikt wordt in het onderwijs.

## Gebruik
Schoolschriften zijn vooral bedoeld voor oefeningen door leerlingen die zich oefenen moeten in het schrijven en het rekenen. Ze worden echter ook voor veel andere doeleinden gebruikt zoals het inplakken van afbeeldingen of het maken van tekeningen. Afhankelijk van waar zij voor bedoeld zijn variëren de aangebrachte lijnen.
Ook buiten het onderwijs worden schoolschriften veel gebruikt. Een beroemd voorbeeld is het dagboek van Anne Frank. Nadat zij haar geruite dagboek volgeschreven had zette zij het schrijven voort in een aantal schoolschriften. Ook het dagboek van Helga Deen en het eerste reisverslag Anabasis van Boudewijn Büch zagen in deze vorm het licht.
Schoolschriften worden al lang gebruikt. Een overgebleven schoolschrift met historische waarde is dat van Pieter Teding van Berkhout uit 1625 dat een goed inzicht geeft in hoe het in die dagen toeging aan een Latijnse school.

## Liniatuur

### Lijntjes
Sommige schriften hebben een kantlijn. Vroeger was deze voorlijn veelal rood gekleurd. De kant kan doorgelijnd zijn of blanco.
Schrijfschriften kunnen lijnen hebben voor stok- en staartletters.

### Ruitjes
Rekenschriften zijn er standaard met ruitjes van een halve centimeter bij een halve centimeter, of van een centimeter bij een centimeter. Commerciaal zijn ruitjes van circa 4 × 7,5 mm of 4 × 7 mm.